# Caryospora kalimantanensis
Caryospora kalimantanensis – gatunek pasożytniczych pierwotniaków należący do rodziny Eimeriidae z podtypu Apicomplexa, które kiedyś były klasyfikowane jako protista. Występuje jako pasożyt węży. C. kalimantanensis cechuje się tym iż oocysta zawiera 1 sporocystę. Z kolei każda sporocysta zawiera 8 sporozoitów.
Obecność tego pasożyta stwierdzono u Boiga dendrophila należącego do rodziny połozowatych (Colubridae).
Występuje w Azji na terenie Malezji.

## Sporulowana oocysta
Jest kształtu sferoidalnego o średnicy 17 – 20 μm, posiada 2 ściany o łącznej grubości 1,5 μm, osłonka zewnętrzna barwy brązowej. Ma 1 grubości. Brak mikropyli oraz wieczka biegunowego. Występuje ciałko biegunowe o średnicy 2 μm.

## Sporulowana sporocysta i sporozoity
Sporocysty kształtu owoidalnego o długości 13 – 15,5 μm, szerokości 10 – 11 μm. Występuje ciałko Stieda kształtu kopulastego o wysokości 1 – 1,5 μm i szerokości 2 μm.  Substieda body (SBB) obecne o wysokości 1 – 1,5 μm i szerokości 2 – 2,5μm. Brak parastieda body (PSB). Występuje ciałko resztkowe sporocysty jako małe ziarnistości różnej wielkości rozmieszczone pomiędzy sporozoitami. Sporozoity w kształcie kiełbasek, jądro widoczne.